# 桂卫华
桂卫华（1950年8月7日—），男，汉族，湖北武汉人，中国有色金属工业自动化专家，中国工程院院士，中南大学教授。

## 生平
1981年，获得中南矿冶学院工业自动化专业硕士学位。
2013年，当选中国工程院院士。

## 学术贡献
桂卫华长期致力于复杂有色金属生产过程控制理论、技术和工程应用研究，解决了铜铝铅锌等有色金属的典型冶炼过程及铝加工过程的自动化关键技术问题。